# Balka (Dänemark)
Balka ist eine kleine Ortschaft mit fast 200 Einwohnern (Stand 1. Januar 2025) an der Ostküste der dänischen Ostseeinsel Bornholm gelegen, die nördlich an Snogebæk angrenzt und etwa drei Kilometer südlich von Nexø liegt.

## Geschichte

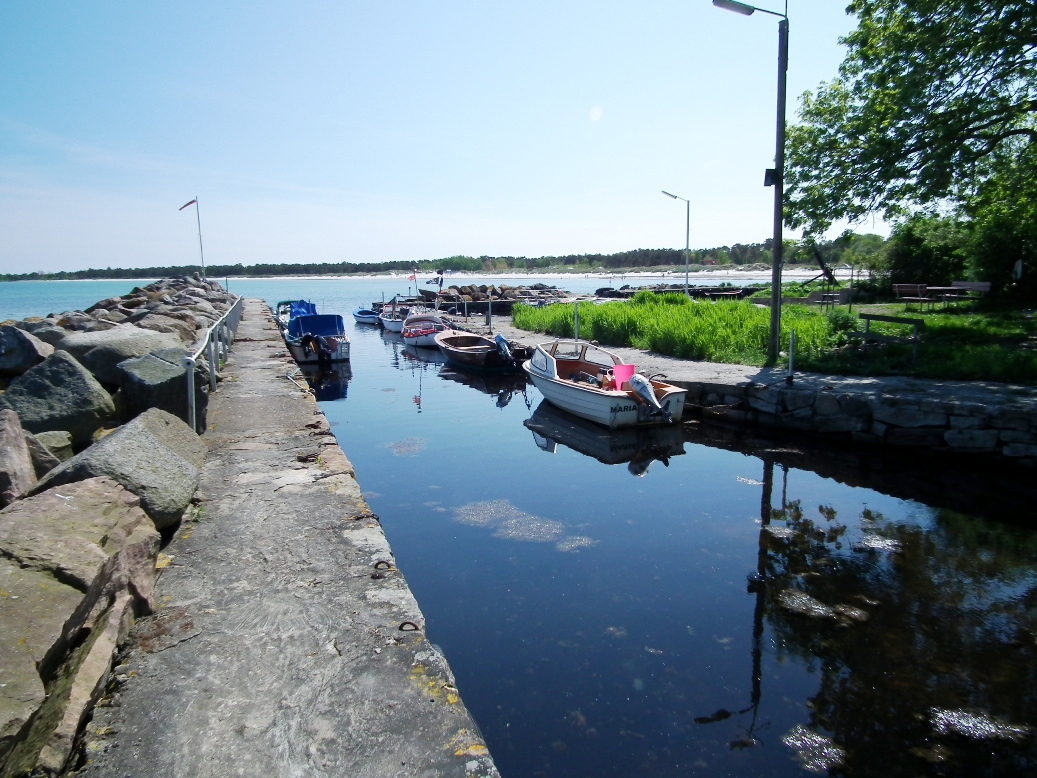
Hafen von Balka

Balka (Balka-Strand) wird erstmals im 18. Jahrhundert erwähnt. Ursprünglich gab es nur wenige Bauernhöfe in der ansonsten unfruchtbaren Balka Mark in der Bucht zwischen Nexø und Snogebæk. Die Einwohner nutzten den kleinen Ort als Ausgangspunkt für die Fischerei. Im Jahr 1915 wurde ein kleiner Hafen angelegt, der in den 1970er und 1980er Jahren auf drei Becken erweitert wurde und heute nur noch für Freizeitzwecke genutzt wird. Balka wuchs in neuerer Zeit durch Einfamilienhäuser entlang der Hauptstraße.

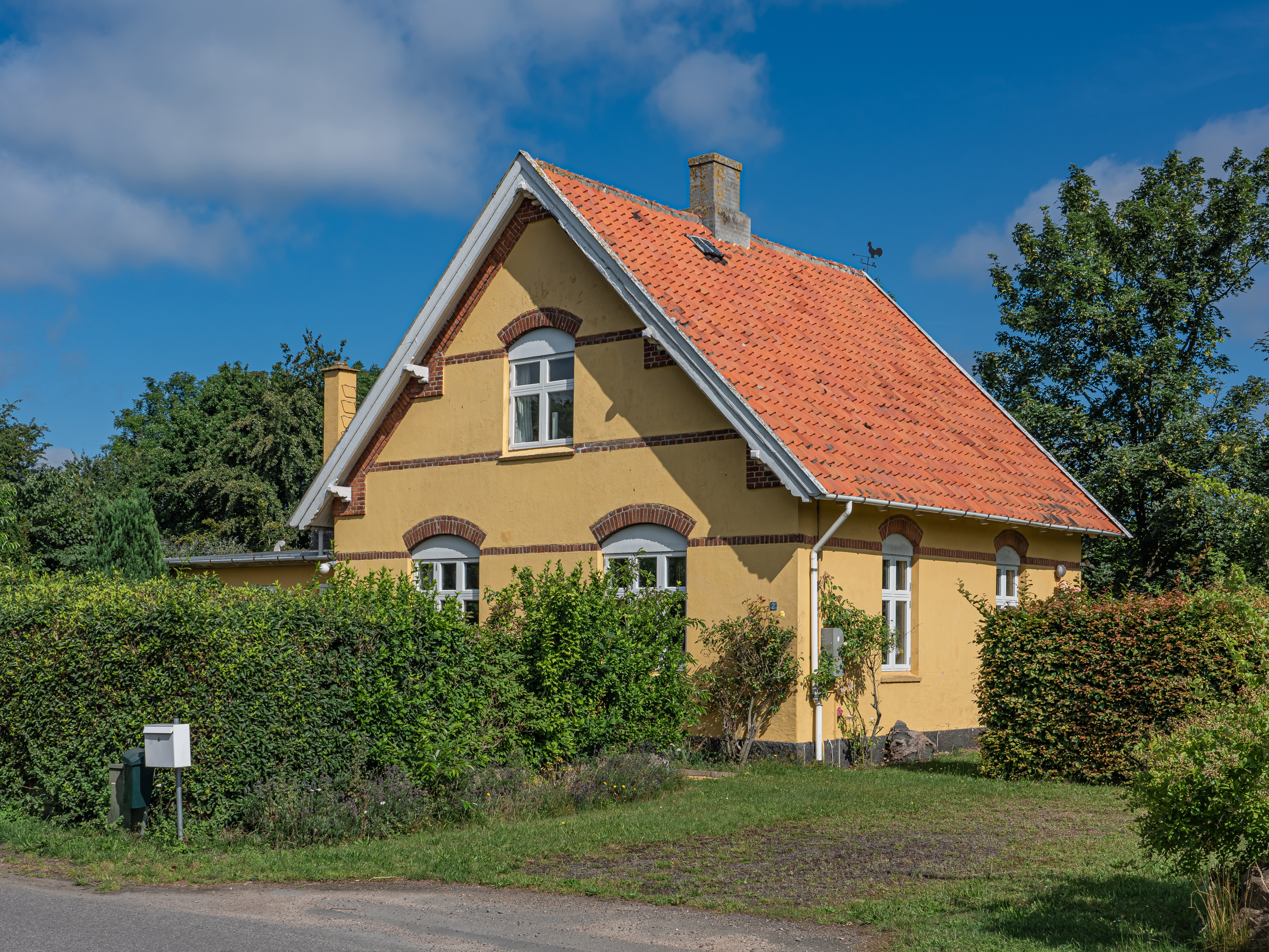
Ehemaliges Bahnhofsgebäude von Balka

Zwischen 1900 und 1968 war Balka mit der Station Balka Strand in die Eisenbahnstrecke Rønne-Nexø der De Bornholmske Jernbaner eingebunden.
Der Ort gehört zum Kirchspiel Bodil (Bodilsker Sogn), das bis 1970 zur Harde Sønder Herred im damaligen Bornholms Amt gehörte. Mit der Auflösung der Hardenstruktur wurde das Kirchspiel in die Kommune Neksø aufgenommen, die Kommune wiederum ging nach einer Volksentscheidung zum 1. Januar 2003 mit anderen Kommunen in der Regionskommune Bornholm auf. Zwischen 2003 und 2007 war diese kreisfrei, seit dem 1. Januar 2007 gehört sie zur Region Hovedstaden.
Mit seinem breiten Sandstrand und feinem Sand ist Balka heute ein beliebter Badeort.

## Geologie und Landschaft
Der Boden von Balka besteht aus dem Balka-Sandstein, auch Hardeberga-Sandstein  genannt, ein mittelkörniger Quarzsand, der reich an Spurenfossilien ist. So werden im Küstengewässer im Schutz zwischen den Sandbänken die ältesten dänischen Tier- und Pflanzenreste in Form mikroskopischer Algen und Kohlehäutchen von wurmartigen Tieren gefunden.
Hundsemyre, westlich von Balka gelegen, ist ein nährstoffreiches Hochmoor mit offenen Wasserflächen und vielen kleinen Inseln. Das 94 Hektar große Gelände ist ein wichtiger Rast- und Futterplatz für Zugvögel und Brutplatz für zahlreiche Vogelarten. Im nördlichen Bereich wird es von der Melå durchflossen.
Das Hochmoor diente früher zum Torfabbau, insbesondere während der beiden Weltkriege. Seit 1977 ist es Naturschutzgebiet, das während der Brutzeit im Frühjahr nicht betreten werden darf.